# 崔炅煥
崔炅煥（：／ Choi Kyoung-Hwan，1955年2月27日—），是韓國的政治人物，曾經擔任经济副总理；2015年4月21日因時任总理李完九請辭而代理國務總理職務。

## 生平
崔炅煥小學就讀慶山郡南城初等學校，到中學就讀慶山中學校與大邱高等學校，後進入延世大學經濟系。
2004年他參選韓國國會選舉慶山市與清道郡議員當選而進入政壇。
2014年7月15日，崔炅煥透過委任成為韓國經濟副總理兼企划财政部長官，但上任不久就被环境组织批評他在碳污染減排計劃一事上失職。